# Уренги, Хасан
Хасан Уренги или Хасан Оранги (азерб. Həsən Urəngi; род. 1910, Тебриз) — политический и общественный деятель. Во время существования Демократической Республики Азербайджан занимал пост министра здравоохранения.
После распада Республики был арестован. Дальнейшая судьба неизвестна.

## Жизнь
Хасан Уренги родился в 1910 году в Тебризе. Он был одним из членов делегации, приглашенной из Южного Азербайджана в Баку в мае 1945 года на празднование 25-летия установления Советской власти в Азербайджане.
20 ноября 1945 года в театре Эрк в Тебризе начал свою работу Азербайджанский народный конгресс. Хасан Уренги также участвовал в этом конгрессе в качестве делегата. 12 декабря 1945 года было создано Азербайджанское национальное правительство. Хасан Уренги был назначен министром здравоохранения в созданном правительстве.
За время его пребывания на посту министра здравоохранения было построено 35 больниц, поликлиник и амбулаторий. В деревнях было создано 38 медицинских пунктов. Количество больничных коек увеличилось до 800, а число врачей достигло 200 человек. В Тебризском университете были открыты медицинский факультет и трехгодичный медицинский колледж для подготовки медсестер. Для подготовки среднего медицинского персонала были организованы 5-6-месячные курсы. До распада Национального Правительства эти курсы окончили 120 медицинских работников. В то время как в 1945 году иранское правительство выделило на здравоохранение Азербайджана 32 тысячи туменов, при Азербайджанском Национальном Правительстве на здравоохранение было выделено более 5 миллионов туменов.
5 декабря 1946 года шахские войска, наступавшие на Мияне, были остановлены федаинами под руководством Гулама Яхьи. Жители различных регионов Азербайджана обращались к Национальному правительству с просьбой о вооружении и борьбе против шахских войск. После этого под руководством Мир Джафар Пишевари был создан Комитет обороны. Первой задачей комитета стало объявление военного положения в Тебризе и создание добровольческих отрядов «Бабек». В первый этап в эти отряды вступило 600 человек. После этого Пишевари вновь обратился к Советскому Союзу за военной поддержкой. Однако этот запрос остался без ответа.
11 декабря 1946 года Азербайджанский провинциальный совет принял решение о том, чтобы предотвратить кровопролитие, и указал Кызылбашской Народной Армии и федаев не оказывать сопротивления войскам шаха и покинуть поле боя. С того дня, банды феодалов, а также жандармы в гражданской одежде начали совершать массовые убийства в крупных городах, еще до того, как туда вошла иранская армия. Тегеранское радио называло их «иранскими патриотами». Их основной целью было уничтожение демократов и обеспечение входа шахских войск в города. Тебриз и другие города Азербайджана подверглись грабежам и массовым убийствам. Азербайджанская Демократическая Республика пало. Тысячи людей были арестованы. В ходе массовых убийств были убиты члены АДФ, федаины, а также известные поэты Али Фитрат, Сади Юзбанди и Мухаммедбагир Никнам. 14 декабря 1946 года поддерживаемая США и Великобританией иранская армия вошла в Тебриз. После этого резня и грабежи продолжались. Хасан Уранги был арестован шахскими войсками 16 января 1947 года. Дальнейшая его судьба остаётся неизвестной.